# Готфрід Бем
Готфрід Бем (нім. Gottfried Böhm; 23 січня 1920, Оффенбах — 9 червня 2021) — німецький архітектор і скульптор, лауреат Прітцкерівської премії (1986). Син експресіоніста Домінікуса Бема.

## Життєпис
В 1938 Готфрід Бем закінчив загальноосвітню школу у Кельні, до 1942 служив в армії. З 1942 по 1947 навчався у технічному інституті та  у Мюнхенській академії мистецтв. В 1947 почав працювати в архітектурному бюро свого батька Домінікуса Бема, а після його смерті в 1955 очолив сімейне підприємство.
На початку кар'єри Бем працював у товаристві відновлення міста Кельна. В 1963 обійняв посаду професора у Рейнсько-Вестфальському технічному університеті Аахена. В 1976 став членом Німецької академії міської будови і земельного планування.
Архів Домініка і Готфріда Бемів (креслення, ескізи) з 2006 зберігається у Німецькому архітектурному музеї (Франкфурт-на-Майні). Станом на 2007 рік архітектурне бюро Бема у Кельні очолюють три його сини: Штефан, Петер і Пауль.

## Проекти
- Житловий будинок, Зег, 1946
- Капела Святого Колумба (Мадонна в руїнах), Кельн, 1947—50
- Житлові будинки в Кельні, 1950—51
- Церква St. Joseph, Кельн, 1951—52
- Церква St. Albert, Саарбрюкен, 1951-53
- Будинок Kendler, Кельн, 1953
- Відновлення церкви St. Antonius, Мюнстер, 1953
- Добудова церкви Liebfrauenkirche, Пюттлінген, 1953—54 (разом з батьком Домінікусом Бемом)
- Церква Rektoratskirche St. Konrad, Нойс, 1953-55
- Церква Igreja Matriz, Бруски, Санта-Катарина, Бразилія, 1953—59
- Капела Friedhofskapelle, Кельн, 1954
- Церква Igreja Matriz, Блуменау, Санта-Катаріна, Бразилія, 1954
- Будинок Бьома, Кельн, 1954—55
- Церква St. Theresia, Кельн, 1954—55
- Церква St. Paulus, Фельберт, 1954—55
- Церква St. Anna, Кельн, 1954—56
- Церква St. Ursula, Хюрт, 1954—56 (Планування Домінікуса Бема)
- Церква Heilig-Geist, Ессен, 1955—56
- Католицька місія Ching Liau, Тайвань, 1955—61
- Католицька церква Unserer Lieben Frau, Обергаузен, 1956
- Церква St. Maria Königin, Дюссельдорф, 1956—59
- Роботи в замку Godesburg, Бонн, 1956—61
- Церква St. Fronleichnam, Кельн, 1957—59
- Церква St. Joseph, Гревенброх, 1957—59
- Церква St. Maria (Fatima Friedenskirche), Кассель, 1957—59
- Церква St. Johannes, Кобленц, нова споруда ренесансного фасаду, 1958—59
- Церква St. Christophorus, Ольденбург, 1958—61
- Церква St. Josef, Кірспе, 1959—1961
- Католицька церква при університетській клініці St. Johannes der Täufer, Кельн, 1958—65
- Вежа при церкві Королеви Марії (Maria Königin), Кельн, 1959—60
- Церква Herz-Jesu, Шильдген (Schildgen), 1959—60
- Атріум, Кельн 1960
- Перебудова церкви Liebfrauen, Дюссельдорф, 1960
- Церква Святого Христа (Heilig Kreuz), Трір, 1960
- Капела при Хільдегардіс Клініці (Hildegardis-Krankenhaus), Кельн, 1961
- Церква St. Stephan, Брюль, 1961—65
- Церква St. Albertus Magnus, Бохум, 1962—65
- Пасторський центр Томаса Моруса (Thomas Morus), Гельзенкірхен, 1962—65
- Церква St. Gertrud, Кельн, 1962-1965
- Дитяче село Bethanien, Бергіш-Гладбах, 1962—68
- Будинок для людей похилого віку St. Hildegardis і церква St. Matthäus, Дюссельдорф, 1962—70
- Церква St. Anna, Віпперфюрт, 1963—1965
- Житлові квартири Seeberg-Nord, Кельн, 1963—1974
- Церква St. Ignatius, Франкфурт-на-Майні, 1964—65
- Церква St. Johannes-Baptist, Реда-Віденбрюк, 1964—1966
- Школа Клеменса Августа (Clemens-August-Schule), Бохольт, 1965—66
- Церква St. Paul, Бохольт, 1966

## Нагороди
- 1967 — Премія Союзу німецьких архітекторів, Кельн.
- 1968 — Премія Союзу німецьких архітекторів, Мюнстер
- 1971 — Премія Союзу німецьких архітекторів, Дюссельдорф
- 1974 — Премія Академії Мистецтв в Берліні
- 1975 — Велика премія Союзу німецьких архітекторів, Бонн
- 1977 — Премія F.-Villareal, Ліма
- 1982 — Велика золота медаль Паризької академії архітектури
- 1985 — Премія Фріца Шумахера (Fritz-Schumacher-Preis), Гамбург
- 1986 — Прітцкерівська премія
- 1991 — Обраний почесним членом Королівського інституту британської архітектури, Лондон
- 1993 — Велика премія Sparkassen-Kulturstiftung Rheinland
- 1994 — Почесна медаль Товариства архітекторів та інженерів, Кельн
- 1996 — Державна премія землі Північний Рейн-Вестфалія

## Галерея

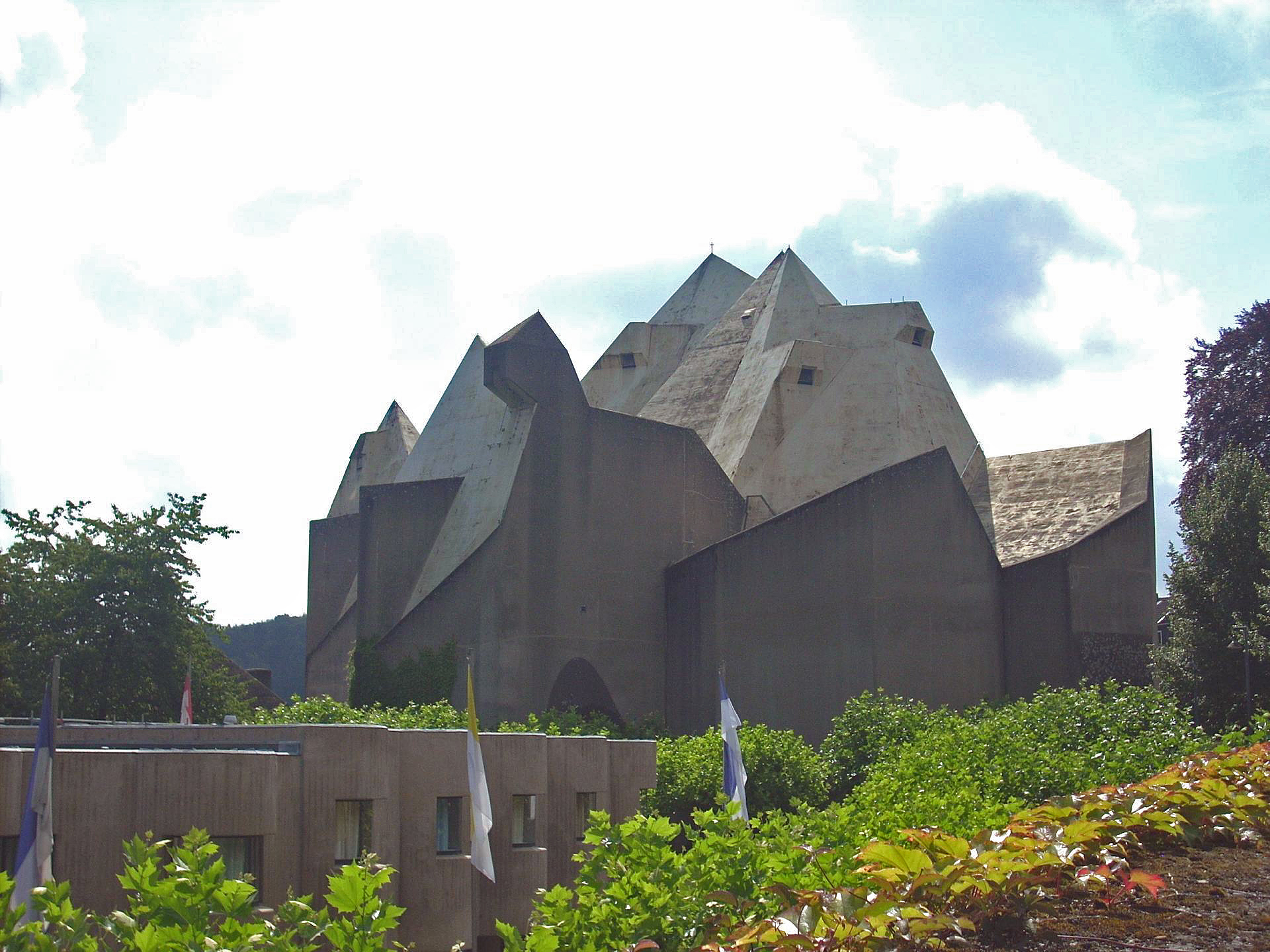
Собор Богородиці (Невігес), 1968
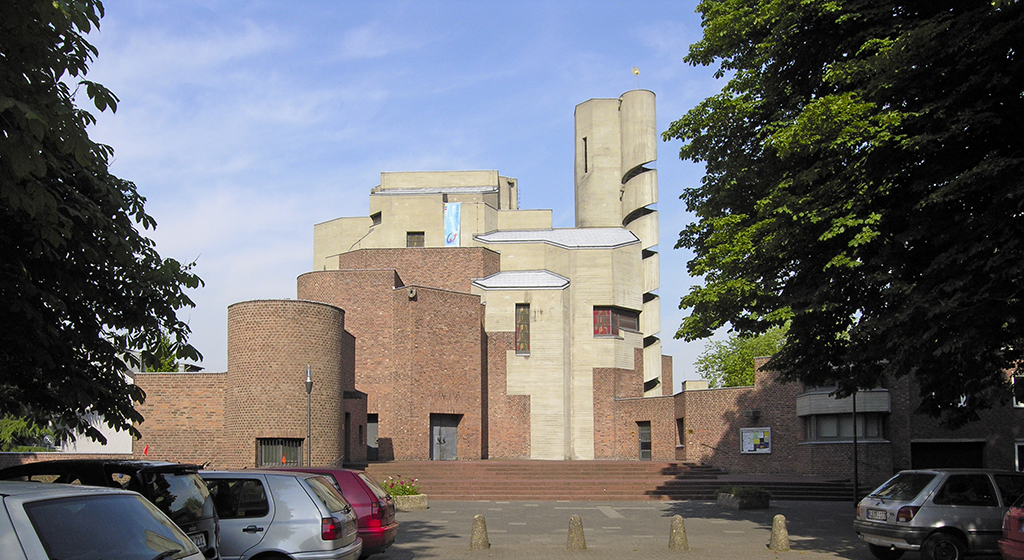
Церква Воскресіння Христа (Christi Auferstehung), Кельн, 1967—1970
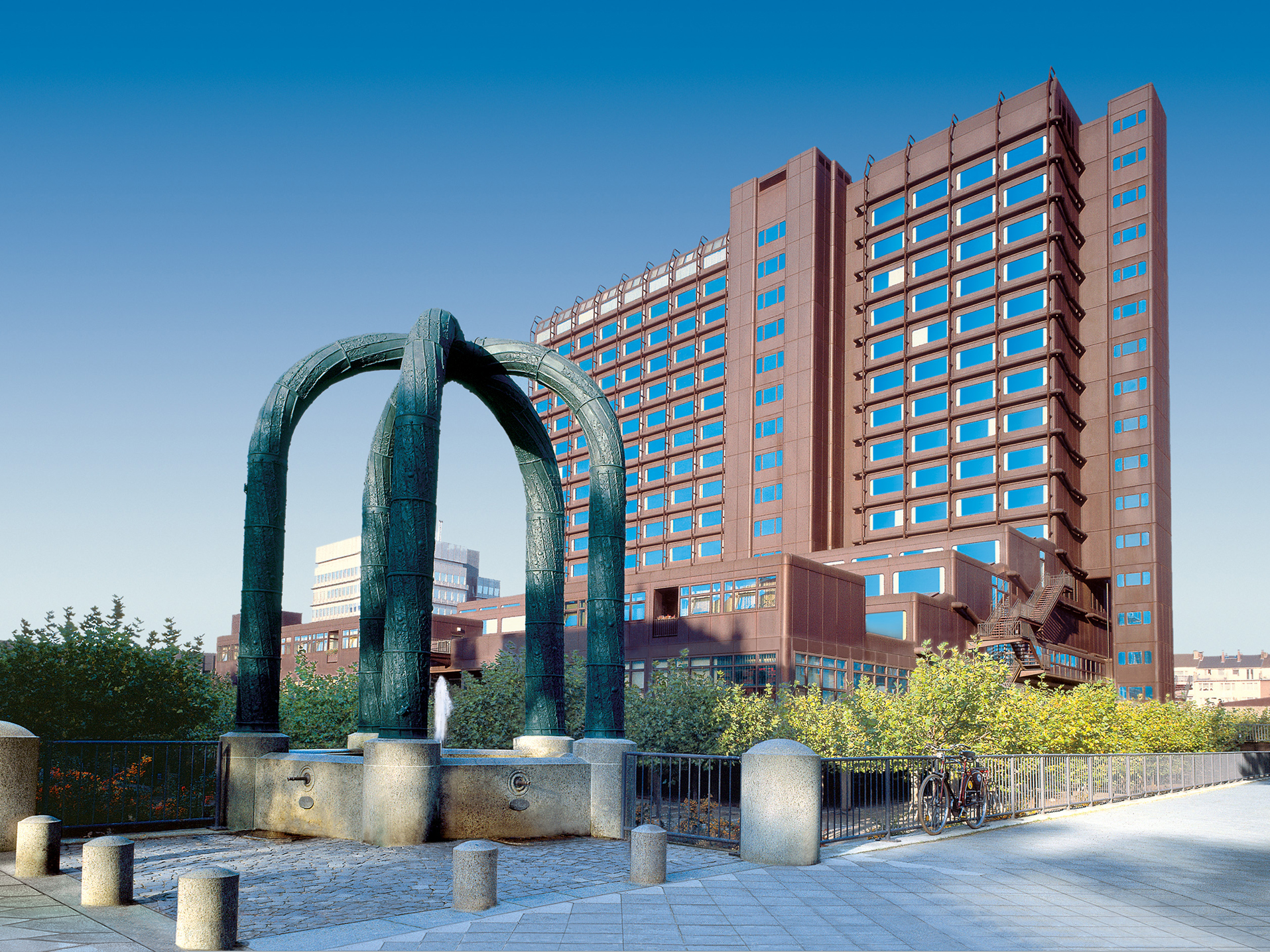
Міністерство статистики СРВ, Дюссельдорф, 1972—1975
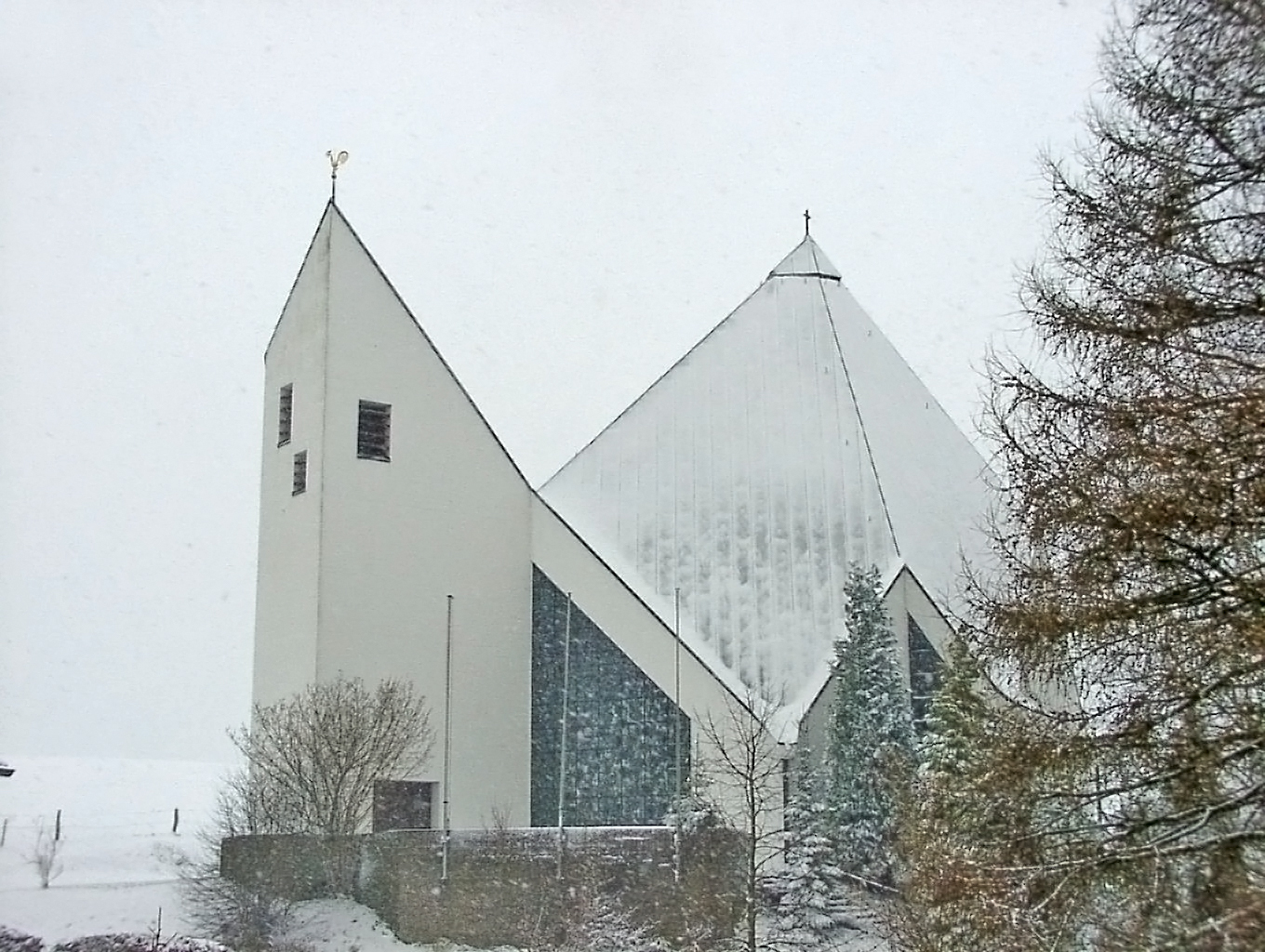
Церква Святої Анни, Хемерн, 1963
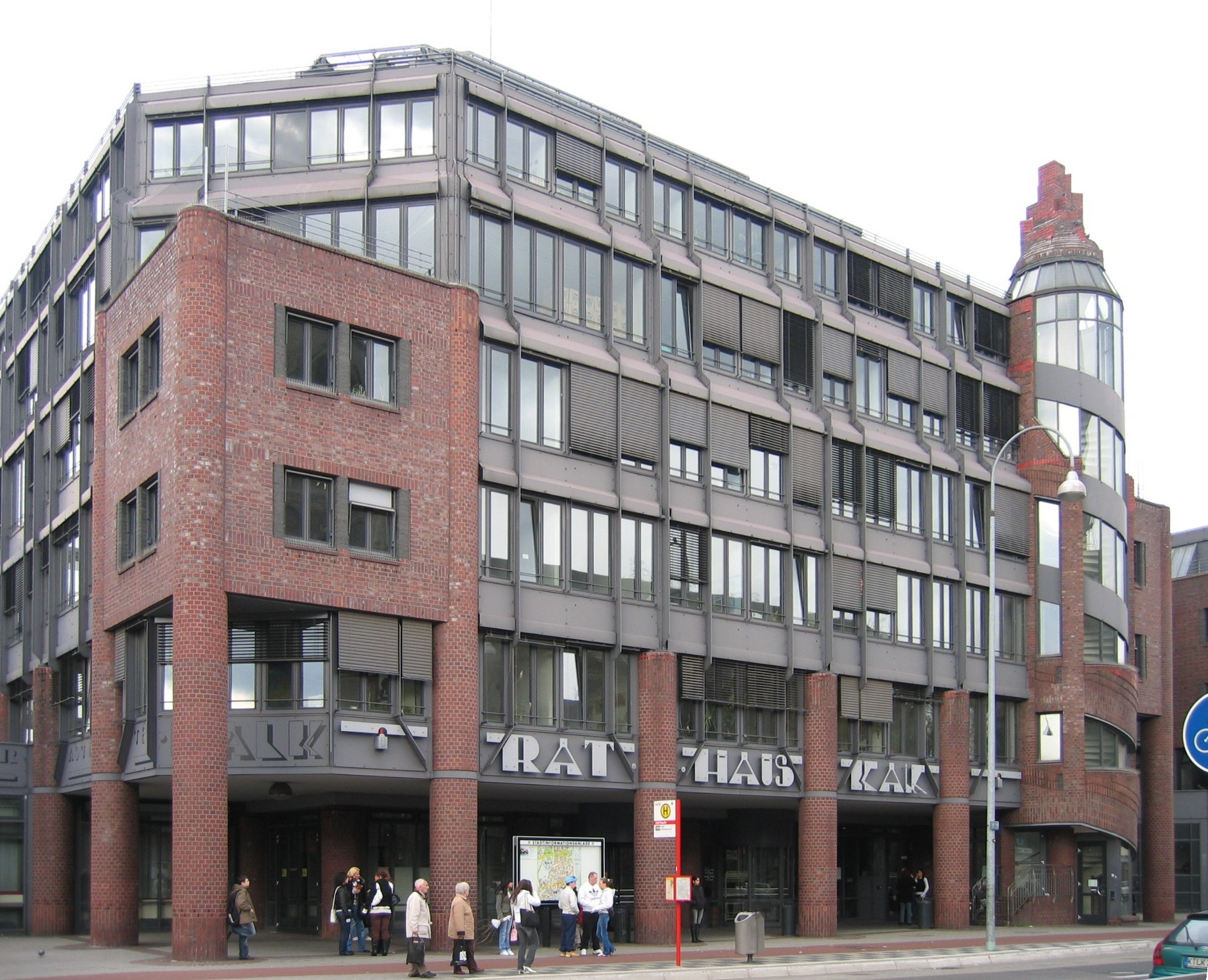
Районна ратуша в Кельні, 1992
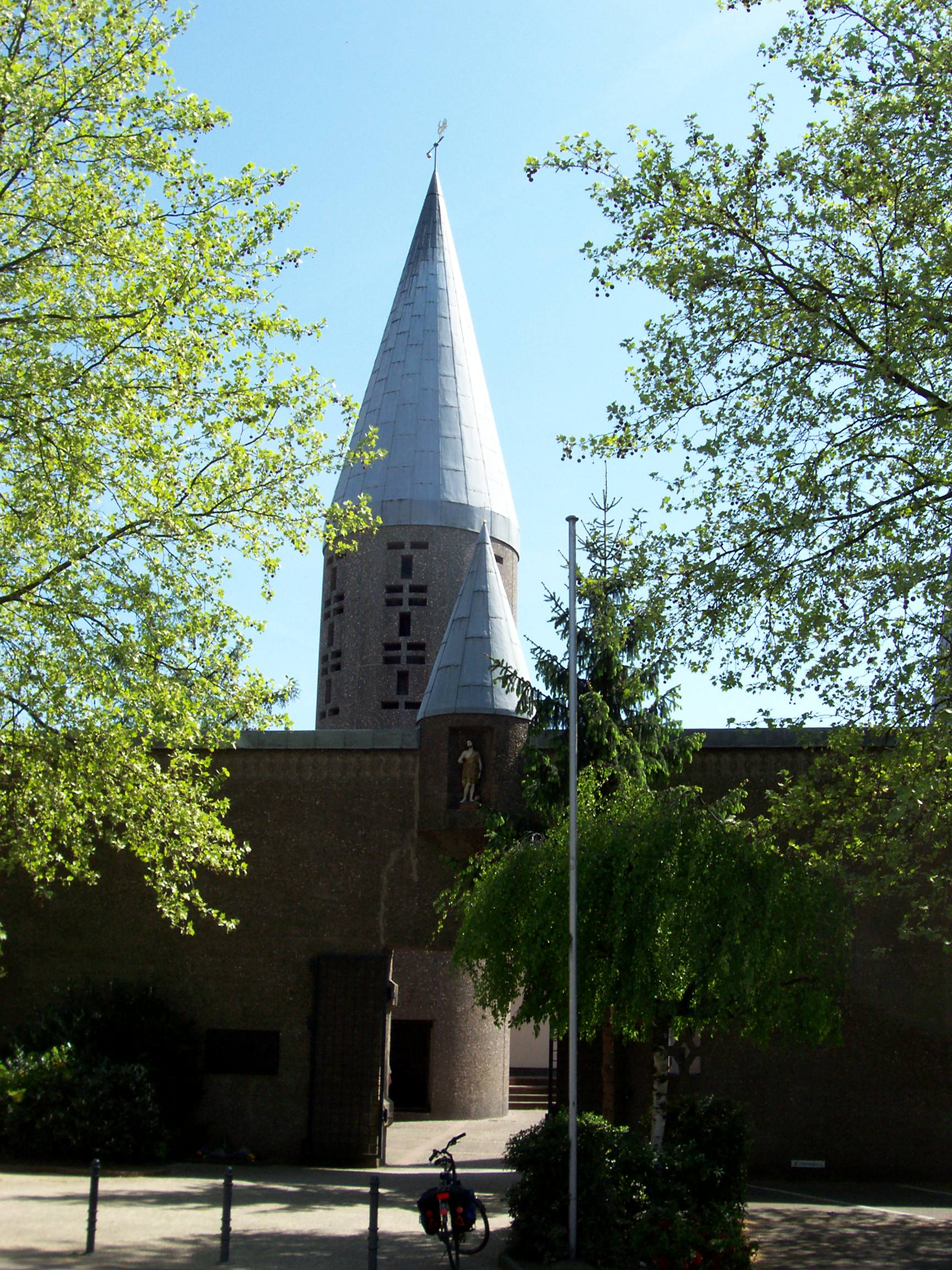
Церква Серця Ісуса, Бергіш-Гладбах, 1959—1960
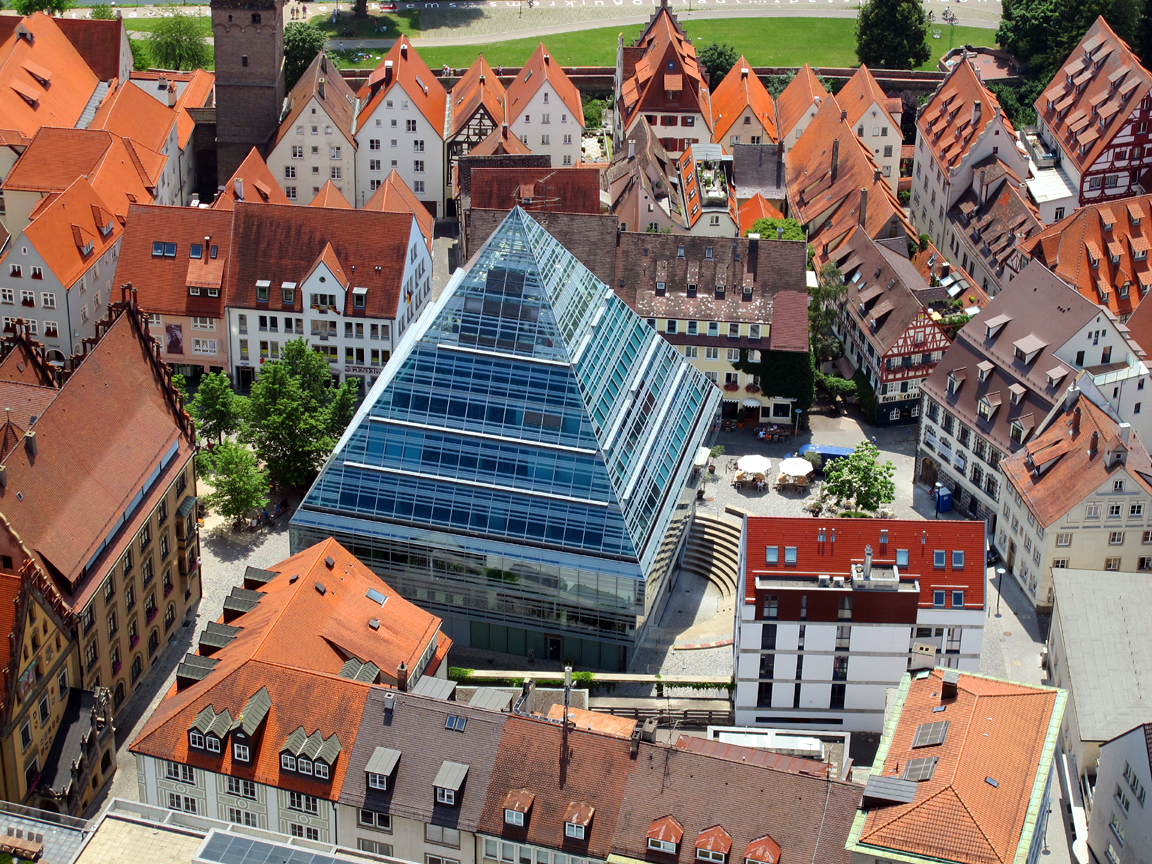
Міська бібліотека Ульма, 2000.